# The Curse of Clyde Langer
The Curse of Clyde Langer (La malédiction de Clyde Langer) est le deuxième épisode de la cinquième et dernière saison de la série britannique de science-fiction The Sarah Jane Adventures. À ce jour, la série n'a jamais été diffusée en France.

## Accroche
Il pleut des poissons, et les investigations de Sarah Jane conduisent l'équipe au Musée de la Culture, où l'ancien dieu Hetocumtek pourrait offrir des réponses. Mais quand Clyde fait l'idiot une fois de trop, sa famille et ses amis le rejettent sauvagement, et il est écarté de leurs vies !

## Distribution
- Elisabeth Sladen : Sarah Jane Smith
- Tommy Knight : Luke Smith
- Sinead Michael : Sky
- Daniel Anthony : Clyde Langer
- Anjli Mohindra : Rani Chandra
- Alexander Armstrong : Mr. Smith
- Ace Bhatti : Haresh Chandra
- Lily Loveless : Ellie
- Jocelyn Jee Esien : Carla Langer
- Sara Houghton : Doctor Madigan
- Elijah Bake : Steve Wallace
- Angela Pleasence : Mystic Mags
- Ewart James Jones : Max
- Anwar Lynch : Garde de sécurité du musée

## Résumé

### Première partie
À l'école, Clyde montre à Rani The Silver Bullet, une bande dessinée qu'il a créée. Alors que Sarah Jane a une conversation avec M. Chandra à l'occasion de la première journée de Sky à l'école, une étrange tempête interrompt la discussion, et des poissons commencent à tomber du ciel. Selon Mr Smith, les pluies de poissons ne sont pas des phénomènes surnaturels, mais cependant les poissons à cette occasion étaient anormalement grands. Pensant que cela pourrait avoir une relation avec une vieille légende concernant un totem, l'équipe visite un musée qui vient d'inaugurer une exposition sur les totems et sur d'autres pièces archéologiques similaires. Devant l'entrée, une jeune fille sans abri mendie, et Clyde lui donne de l'argent, disant que ce n'est probablement pas sa faute si elle est dehors dans la rue. Au musée, Clyde se blesse avec une écharde d'un vieux totem Mojave.
Le Dr Madigan explique la légende du totem. Hetocumtek était un dangereux guerrier qui tomba du ciel et tenta de réduire en esclavage le peuple des plaines de Mojave. Les hommes médecines parvinrent à duper le guerrier, l'emprisonnant dans le totem. Sarah Jane soupçonne qu'Hetocumtek est à la fois un dieu guerrier et un extra-terrestre. N'ayant détecté aucun signe de présence extra-terrestre, l'équipe quitte les lieux.
Cette nuit-là, Clyde termine sa bande dessinée et signe de son nom avant de s'endormir. Il ne voit pas que son nom sur tous ses documents, y compris sa bande dessinée, commence à luire d'une mystérieuse couleur orange.
Se rendant chez Sarah Jane le lendemain, Clyde lui montre The Silver Bullet. Elle est tout d'abord intéressée par sa bande dessinée. Mais à la mention de celui-ci, le nom de Clyde brille d'une lueur orange dans l'œil de Sarah Jane. Tout à coup, Sarah Jane se met à haïr Clyde et lui ordonne de quitter la maison. Devant la maison des Chandra, Clyde essaie d'expliquer à Rani et Haresh le problème qui vient de survenir avec Sarah Jane, mais il affronte la même hostilité lorsqu'Haresh prononce son nom et qu'il brille dans leurs yeux. Haresh l'expulse ensuite de l'école.
Se préparant pour sa première journée à l'école, Sky se rend dans le grenier. Sarah Jane lui dit qu'elle va retourner au musée pour voir s'il y a un lien entre le totem et l'incident des poissons. Quand Sky parle de Clyde à Sarah Jane, celle-ci lui ordonne de ne plus l’approcher. Puisqu'elle n'est pas affectée par la malédiction, Sky remarque la haine soudaine que Sarah Jane éprouve pour Clyde.
Au parc, Clyde est traité normalement par Steve jusqu'à ce que son nom soit prononcé. Il échappe de justesse à Steve et ses copains qui le poursuivaient et entre dans le musée. Pour enquêter auprès du Dr Madigan au sujet des malédictions, Sarah Jane arrive elle aussi au musée et conseille à la conservatrice de rester à l'écart de Clyde. Le Dr Madigan, qui a prononcé son nom, ordonne aux gardiens du musée de le jeter dehors.
Clyde retourne chez lui et y trouve sa mère avec une enveloppe qui lui est destinée. Comprenant ce qui va arriver, il la supplie de le laisser rester mais elle appelle la police pour qu'ils le capturent. Parvenant à s'échapper, il quitte Bannerman Road. Clyde se retrouve dehors, dans les rues, sous la pluie; la jeune fille sans abri vue devant le musée lui tend la main.

### Seconde partie
Tandis que ses amis se retournent tous contre Clyde à cause de la malédiction, il rencontre une mystérieuse fille des rues qui l'aide dans cette douleur de perdre ses amis et ceux qu'il aime. Elle dit s'appeler Ellie. Craignant que la malédiction ne lui fasse la même chose qu'aux autres, Clyde se présente sous le nom d'Enrico Box. Ellie lui parle du Night Dragon (le dragon de la nuit) et des disparitions mystérieuses des sans-abri à cause du Night Dragon.
Au musée, le totem se met à projeter des éclairs. Sarah Jane est appelée pour enquêter sur le phénomène. En l'examinant, Sarah Jane découvre des traces d'énergie extra-terrestre. Elle voit ensuite les yeux d'un des visages du totem luire d'une couleur orange. Pendant ce temps, Sky à l'école constate à quel point Sarah Jane et Rani haïssent Clyde mais sont incapables de dire pourquoi.
Sarah Jane se met soudait à pleurer dans le grenier bien qu'elle ne sache pas pourquoi. La même chose arrive à Rani plus tard dans la voiture de son père ainsi qu'à la mère de Clyde quand Sky lui rend visite. Toutes sentent que quelqu'un manque dans leur vie mais il ne voient plus de qui il s'agit.
Dans une cantine pour sans-abri, Clyde et Ellie rencontrent Mystic Mags, qui leur prédit que le Night Dragon va venir et qu'il va emmener l'un d'entre eux. Elle voit aussi que quelque chose d'autre a mis sa marque sur Clyde, une malédiction.
De retour au grenier, Sarah Jane et Rani se parlent de leurs pleurs. Sky, après avoir été informée qu'Hetocumtek devient plus fort, découvre que Clyde a réanimé le dieu guerrier quand il a reçu une écharde, créant la malédiction. Elle comprend que tant que Clyde sera dehors dans les rues, le dieu guerrier extra-terrestre se renforcera. Sky voit aussi que le nom de Clyde est la clef pour arreter Hetocumtek. Elle parvient à convaincre Sarah Jane et Rani de dire son nom à plusieurs reprises pour briser la malédiction qui pèse sur eux.
Clyde dessine un portrait d'Ellie et le lui montre. Elle l'embrasse et lui dit qu'elle revient, le laissant pour aller chercher du café. Sarah Jane et l'équipe arrivent, ramenant Clyde au grenier sans lui laisser vraiment le choix. Sur ce, Mr Smith transporte le totem dans le grenier où celui-ci commence à riposter, générant des éclairs et faisant des dégâts. Clyde, s'agrippant au totem s'écrie: "Mon nom est Clyde Langer", ce qui désintègre le totem.
Clyde, accueilli par ses amis et sa famille, essaie de retrouver Ellie. Il interroge de nombreuses personnes et découvre qu'ils ne savent ni où elle est ni qui elle est. Clyde suggère d'utiliser Mr Smith pour la détecter, mais Rani fait remarquer son nom sur une affiche, indiquant qu'Ellie a juste adopté cet alias. Un homme à cet endroit a vu Ellie monter dans un camion des "Transports Night Dragon". Il explique que le chauffeur emmène de temps en temps des gens vers d'autres lieux pour trouver une vie meilleure. Cette nuit-là dans sa chambre, Clyde se souvient d'Ellie tandis qu'il regarde le portrait qu'il a fait d'elle.

## Continuité
- Le personnage de Luke ne pouvant apparaitre dans cet épisode est simulé par un entretien téléphonique avec Clyde. À noter que contrairement à Sky, sa nature extra-humaine ne l'empêche pas de se fâcher avec lui.
- Angela Pleasence était déjà apparue dans le rôle de la reine Elizabeth I dans l'épisode de Doctor Who « Peines d'amour gagnées »

## Réception
Charlie Jane Anders de io9 a estimé que cette histoire était aussi bonne que les histoires de la série originelle Doctor Who.